# Tamaryn Hendler
Tamaryn Hendler (* 12. August 1992 in Kapstadt, Südafrika) ist eine ehemalige belgische Tennisspielerin.

## Karriere
Hendler begann mit sieben Jahren mit dem Tennissport und bevorzugte dabei Hartplätze. Sie spielte überwiegend auf Turnieren des ITF Women’s Circuit, bei denen sie vier Einzel- und fünf Doppeltitel gewinnen konnte.
Ihr erstes Profiturnier bestritt Hendler im Oktober 2006 in Hasselt, wo sie für die Qualifikation des WTA-Turniers Gaz de France Stars eine Wildcard erhielt. Sie unterlag aber bereits in der ersten Runde der Schweizerin Emmanuelle Gagliardi mit 3:6 und 1:6. Im Mai 2007 erreichte sie beim $50.000-Turnier in Charlottesville das Achtelfinale, in dem sie gegen Estefanía Craciún mit 3:6 und 1:6 verlor. Im Oktober desselben Jahres erreichte sie in Istanbul ihr erstes Viertelfinale, das sie gegen Tzipora Obziler mit 0:6 und 5:7 verlor.
2008 stand sie erstmals in den Top 500 der Weltrangliste, nachdem sie zunächst beim WTA-Turnier von Miami in die zweite Qualifikationsrunde, beim anschließenden $75.000-Turnier von Torhout dann ins Achtel- und beim $25.000-Turnier von Kristinehamn ins Viertelfinale eingezogen war. Beim Juniorinnen-Wettbewerb in Wimbledon erreichte sie das Halbfinale, scheiterte aber an Noppawan Lertcheewakarn. Im Oktober 2008 gewann Hendler in Lagos ihren ersten Einzeltitel als Profispielerin. Mit weiteren guten Ergebnissen und dem Achtelfinaleinzug bei einem $100.000-Turnier machte sie im April 2009 im Ranking erstmals einen Sprung unter die Top 300. In den folgenden zwölf Monaten konnte sie allerdings keine nennenswerten Erfolge erzielen.
Im Herbst 2011 gelangen Hendler drei Turniersiege (in Noto, Jakarta und Lagos), worauf sie im November auf Platz 208 der Einzelweltrangliste stand.
Im Januar 2012 erhielt sie zum ersten Mal eine Wildcard für ein Grand-Slam-Turnier. In der Qualifikation zu den Australian Open scheiterte sie jedoch bereits in ihrem Auftaktmatch mit 1:6 und 0:6 an Kristina Mladenovic. Mit dem Finalseinzug von Raleigh im Mai 2012 erspielte sich Hendler einen Startplatz für die Qualifikation zu den French Open. Sie gewann dort ihr Erstrundenmatch gegen Alizé Lim mit 3:6, 7:5 und 6:4, unterlag dann aber in der zweiten Qualifikationsrunde Karolína Plíšková mit 5:7 und 3:6. Im Juli 2012 erreichte sie ihre beste Weltranglistenposition mit Rang 178. Auch für die beiden folgenden Grand-Slam-Turniere in Wimbledon und den US Open erhielt sie jeweils eine Wildcard für die Qualifikation, scheiterte aber beide Male bereits im Auftaktmatch. Nach den US Open im September 2012 spielte sie kein Turnier mehr und wurde ab 2013 nicht mehr in den Ranglisten geführt.
Im August 2013 trat sie noch einmal mit einer Wildcard bei den US Open in der Qualifikation an, verlor dort aber ihre Erstrundenbegegnung gegen Kristýna Plíšková mit 3:6 und 0:6. Es war ihr letztes Match auf der Profitour bis zum September 2017, als sie wieder auf die ITF-Tour zurückkehrte.
Ab 2007 spielte Tamaryn Hendler für die belgische Fed-Cup-Mannschaft. Von ihren acht Fed-Cup-Partien, sechs Einzel und zwei Doppel, konnte sie keines gewinnen.
In der deutschen Bundesliga spielte Hendler 2008 und 2009 für den TC Moers 08 und 2013 für den Zweitligisten MTTC Iphitos München.
Hendler spielte im Juli 2018 ihr bislang letztes Profiturnier und wird seit Juli 2019 nicht mehr in den Weltranglisten geführt.

## Turniersiege

### Einzel
| Nr. | Datum              | Turnier | Kategorie   | Belag     | Finalgegnerin   | Ergebnis      |
| --- | ------------------ | ------- | ----------- | --------- | --------------- | ------------- |
| 1.  | 17. Oktober 2008   | Lagos   | ITF $25.000 | Hartplatz | Ankita Bhambri  | 6:3, 2:6, 6:3 |
| 2.  | 11. September 2011 | Noto    | ITF $25.000 | Teppich   | Misa Eguchi     | 7:64, 6:1     |
| 3.  | 2. Oktober 2011    | Jakarta | ITF $25.000 | Hartplatz | Chanel Simmonds | 5:7, 6:4, 6:3 |
| 4.  | 29. Oktober 2011   | Lagos   | ITF $25.000 | Hartplatz | Donna Vekić     | 6:4, 7:5      |

### Doppel
| Nr. | Datum             | Turnier   | Kategorie   | Belag     | Partnerin              | Finalgegnerinnen                      | Ergebnis          |
| --- | ----------------- | --------- | ----------- | --------- | ---------------------- | ------------------------------------- | ----------------- |
| 1.  | 23. Juli 2011     | Lexington | ITF $50.000 | Hartplatz | Chiara Scholl          | Lindsay Lee-Waters Megan Moulton-Levy | 7:69, 3:6, [10:7] |
| 2.  | 8. Oktober 2011   | Palembang | ITF $25.000 | Hartplatz | Chanel Simmonds        | Ayu Fani Damayanti Jessy Rompies      | 6:4, 6:2          |
| 3.  | 23. März 2012     | Bangalore | ITF $25.000 | Hartplatz | Melanie Klaffner       | Tadeja Majerič Anja Prislan           | 6:2, 4:6, [10:6]  |
| 4.  | 18. November 2017 | Norman    | ITF $25.000 | Hartplatz | Chiara Scholl          | Maria Sanchez Caitlin Whoriskey       | 3:6, 6:3, [10:6]  |
| 5.  | 9. Dezember 2017  | Santiago  | ITF $25.000 | Sand      | Anastassija Piwowarowa | Carolina M. Alves Ana Sofía Sánchez   | 7:5, 6:2          |